# Diocesi di Amfipoli
La diocesi di Amfipoli (in latino Dioecesis Amphipoliana) è una sede soppressa e sede titolare della Chiesa cattolica.

## Storia
Amfipoli, corrispondente alla città di Anfipoli in Grecia, è un'antica sede vescovile della provincia romana della Macedonia Seconda nella diocesi civile omonima, suffraganea dell'arcidiocesi di Filippi.
Probabilmente la città conobbe il cristianesimo fin dai suoi esordi. Secondo il racconto degli Atti degli Apostoli (17,1), san Paolo nel suo viaggio da Filippi a Tessalonica attraversò la città di Amfipoli. Il martirologio romano menziona i martiri Aucto, Taurione e Tessalonice, morti a Amfipoli e ricordati il 7 novembre; e il prete Mozio (13 maggio), morto martire a Bisanzio, ma originario di Amfipoli.
La diocesi di Amfipoli non è citata in nessuna antica Notitia Episcopatuum, benché siano noti alcuni vescovi nel primo millennio. Le Quien attribuisce a questa sede il vescovo Narciso, che avrebbe preso parte al concilio di Sardica nel 344 circa; secondo Vailhé, Narciso era in realtà vescovo di Irenopoli di Cilicia e non di Amfipoli. Le Quien ignora il vescovo Alessandro, che prese parte al concilio di Costantinopoli del 553. Leone (o Leonida) è documentato da un'iscrizione datata al 682/683. Successivo vescovo noto è Andrea, che prese parte al concilio in Trullo del 692. Un anonimo vescovo di Amfipoli è menzionato nella vita di san Teodoro Studita nell'808 circa; secondo Raymond Janin, questo vescovo apparteneva in realtà alla diocesi di Cristopoli.
La città fu abbandonata già nell'VIII secolo ed i suoi abitanti si rifugiarono nel vicino porto di Eion, ribattezzato Crisopoli. È con il titolo di vescovo di Crisopoli che si firmò Giovanni nel concilio di Costantinopoli dell'869.
Dal 1933 Amfipoli è annoverata tra le sedi vescovili titolari della Chiesa cattolica; la sede è vacante dal 20 aprile 1981.

## Cronotassi

### Vescovi greci
- Narciso ? † (menzionato nel 344)
- Alessandro † (menzionato nel 553)
- Leone (o Leonida) † (menzionato nel 682/683)
- Andrea † (menzionato nel 692)
- Anonimo ? † (menzionato nell'808 circa)
- Giovanni † (menzionato nell'869)

### Vescovi titolari
- Edward Vincent Dargin † (25 agosto 1953 - 20 aprile 1981 deceduto)